# Colbert (Washington)
Colbert è una città degli Stati Uniti d'America nella contea di Spokane dello Stato di Washington.